# 사이토 데쓰오
사이토 데쓰오(일본어: 斉藤 鉄夫 さいとう てつお[*] 1952년 2월 5일 ~ )는 일본의 정치인으로, 공명당 소속의 중의원 (10선)의원이다. 지역구는 히로시마현 제3구이다. 후쿠다 야스오 내각 (개조)·아소 내각에서 환경대신을, 기시다 후미오 내각에서 국토교통대신을 맡았다.